# Lchkadzor
Lchkadzor (in armeno Լճկաձոր?, anche chiamato Lichadzar e Lichkadzor) è un comune dell'Armenia di 457 abitanti (2001) della provincia di Tavush.